# Sociološke i kulturološke značajke autizma
Sociološke i kulturološke značajke autizma se vide u prepoznavanju autizma i pristupu edukaciji i socijalizaciji osoba s autizmom. Pokret prava za autizam se temelji na vjerovanju kako je autizam samo drugačiji način življenja tj. postojanja, a ne poremećaj kojeg treba izliječiti. Suprotno tome, mnogi roditelji raspravljaju o lijeku.